# Rosema unda
Rosema unda är en fjärilsart som beskrevs av William Schaus 1892. Rosema unda ingår i släktet Rosema och familjen tandspinnare. Inga underarter finns listade.